# Friedrich Adolf Ahlert
Friedrich Adolf Ahlert (* 1788 in Rathenow; † 10. Mai 1833 in Köln) war ein deutscher Architekt und königlich preußischer Wegebauinspektor.

## Leben
Ahlert erfuhr seine Ausbildung in Berlin als Schüler Karl Friedrich Schinkels. Ab 1819 war er Kreisbauinspektor in Köln, ab 1821 war er auch am Kölner Dom tätig. Von 1823 bis zu seinem Tode leitete er als Dombaumeister die Wiederherstellungsarbeiten am Dom und rief die Dombauhütte wieder ins Leben. Er hatte seit 1824 die Bauführung, er unterstand jedoch dem technischen Regierungsbaurat Frank zu Koblenz. Unter Ahlerts Leitung wurde der reparaturbedürftige Domchor wiederhergestellt und das Strebewerk nach einem Vorschlag Schinkels verändert, doch traf gerade diese letztere Maßnahme auf Kritik. So sei „der Umbau derjenigen vier Strebesysteme, welche noch vor Ahlerts Tode vollendet wurden, obschon das Muster gegeben war, weder in den Verhältnissen, noch in der Durchbildung der Formen gelungen.“ Auch von anderer Stelle wurde seine Arbeit am Dom hart kritisiert:

„Der erste Dombaumeister, Bau-Inspektor Ahlert, brachte aus seiner Geburtsstätte Rathenow in der Mark keine Jugendeindrücke mit, die dem Dombau förderlich sein konnten. Er war ein starrköpfiger Baumandarin, der nicht den geringsten Beruf für seine Aufgabe hatte und das Vorhandene noch dazu schonungslos verdarb. Ohne Sang und Klang, und nachdem er das herrliche Chor gründlich ruiniert hatte, verschwand Ahlert von der Bildfläche.“